# Beylongue
Beylongue település Franciaországban, Landes megyében. Lakosainak száma 402 fő (2022. január 1.). Beylongue Carcen-Ponson, Ousse-Suzan, Rion-des-Landes, Saint-Yaguen, Villenave és Rion-des-Landes községekkel határos.

## Népesség
A település népességének változása:
| Lakosok száma | 393  | 317  | 305  | 318  | 388  | 377  | 365  | 358  | 373  | 402  |
|               | 1968 | 1982 | 1990 | 2006 | 2013 | 2015 | 2017 | 2019 | 2020 | 2022 |